# Gnötzheim
Gnötzheim (fränkisch: Gneidsi) ist ein Gemeindeteil der Gemeinde Martinsheim im Landkreis Kitzingen (Unterfranken, Bayern). Die Gemarkung Gnötzheim hat eine Fläche von 6,069 km². Sie ist in 612 Flurstücke aufgeteilt, die eine durchschnittliche Fläche von 9916,99 m² haben.

## Geografische Lage
Das Pfarrdorf liegt am Ickbach, einem linken Zufluss des Breitbachs. Im Norden grenzt das Gnötzheimer Holz an, ansonsten ist der Ort von Acker- und Grünland umgeben. Durch den Ort verläuft in Nord-Süd-Richtung die Bahnstrecke Treuchtlingen–Würzburg. Ebenso verläuft die Bundesautobahn 7 westlich des Ortes. Die Kreisstraße KT 20 führt die A 7 überbrückend nach Martinsheim (2,6 km westlich) bzw. nach Wässerndorf (3 km nordöstlich). Die Kreisstraße KT 21/NEA 44 führt nach Herrnberchtheim zur Staatsstraße 2419 (3 km südlich) bzw. an der Holz-, Winkelhof- und Barthsmühle vorbei nach Obernbreit zur Staatsstraße 2418 (4,5 km nördlich). Eine Gemeindeverbindungsstraße führt an der Gemeindemühle vorbei nach Bullenheim (3,2 km östlich).

## Geschichte
Das Dorf entstand zur Zeit des fränkischen Landesausbaus. Der Ortsname verweist auf einen fränkischen Adeligen Gnoz, der hier seinen Wohnsitz hatte. Im Jahr 1270 wurde der Ort im Urbar der Dompropstei Würzburg als „Gnecsheim“ erstmals urkundlich erwähnt. Das Bestimmungswort des Ortsnamens ist ahd. nazza ‚Nesseln‘, verweist also auf eine Gegend, in der viele Nesseln gewachsen sind.
Im 12. Jahrhundert entstand die Pfarrkirche von Gnötzheim. Die Dorfherrschaft hatten im Jahr 1340 die Ritter von Seinsheim inne. Im Jahr 1352 erhielt der Ort das Marktrecht durch Karl IV. Ab dem Jahr 1468 wurde Gnötzheim Stammsitz der Herren von Rosenberg, die Kirche wurde zur Grablege der Familie. Mit dem Aussterben der adeligen Familie erhielten die Grafen von Schwarzenberg Dorf und Schloss.
1806 kam der Ort an das Königreich Bayern. Mit dem Gemeindeedikt (frühes 19. Jahrhundert) wurde der Steuerdistrikt Gnötzheim gebildet. Diesem gehörten Artsmühle, Barthsmühle, Fetzersmühle, Gehrenmühle, Hammermühle, Himmeleinsmühle, Holzmühle, Lanzenmühle, Papiermühle, Wässerndorf, Winkelhof und Winkelhofmühle an. Wenig später entstand die Ruralgemeinde Gnötzheim, mit Fetzersmühle und Schloßmühle. Sie war in Verwaltung und Gerichtsbarkeit dem Herrschaftsgericht Hohenlandsberg zugeordnet und in der Finanzverwaltung dem Rentamt Scheinfeld. Mit der Auflösung des Herrschaftsgerichtes im Jahr 1850 kam Gnötzheim an das Landgericht Uffenheim. Am 25. August 1857 wurde die Gemeinde an das Landgericht Marktbreit und an das Rentamt Ochsenfurt überwiesen (1919 in Finanzamt Ochsenfurt umbenannt). Ab 1862 war das Bezirksamt Kitzingen für die Verwaltung der Gemeinde zuständig. Die Gerichtsbarkeit blieb beim Landgericht Marktbreit (1879 in Amtsgericht Marktbreit umbenannt). 1932 wurde die Gemeinde dem Bezirksamt Uffenheim (1939 in Landkreis Uffenheim umbenannt), dem Amtsgericht Uffenheim und dem Finanzamt Uffenheim zugewiesen. 1964 hatte die Gemeinde eine Gebietsfläche von 6,077 km². Am 1. Juli 1972 kam Gnötzheim an den Landkreis Kitzingen, dem Amtsgericht Kitzingen und dem Finanzamt Kitzingen zugewiesen. Am 1. Januar 1978 wurde Gnötzheim im Zuge der Gebietsreform in Bayern nach Martinsheim eingegliedert.

### Einwohnerentwicklung
| Jahr      | 1818   | 1840   | 1852   | 1855   | 1861   | 1867   | 1871   | 1875   | 1880   | 1885   | 1890   | 1895   | 1900   | 1905   | 1910   | 1919   | 1925   | 1933   | 1939   | 1946   | 1950   | 1952   | 1961   | 1970   | 1987   | 2013  |
| Einwohner | 235    | 282    | 282    | 269    | 289    | 303    | 319    | 306    | 301    | 304    | 291    | 275    | 288    | 298    | 307    | 296    | 310    | 305    | 271    | 392    | 416    | 397    | 323    | 307    | 275    | 265   |
| Häuser    | 47     | 54     |        |        |        |        | 59     |        |        | 61     | 140    |        | 60     |        |        |        | 60     |        |        |        | 61     |        | 67     |        | 77     |       |
| Quelle    | [ 10 ] | [ 17 ] | [ 18 ] | [ 18 ] | [ 19 ] | [ 20 ] | [ 21 ] | [ 22 ] | [ 23 ] | [ 24 ] | [ 25 ] | [ 18 ] | [ 26 ] | [ 18 ] | [ 27 ] | [ 18 ] | [ 28 ] | [ 29 ] | [ 29 ] | [ 29 ] | [ 30 ] | [ 29 ] | [ 13 ] | [ 31 ] | [ 32 ] | [ 2 ] |

## Religion
Gnötzheim ist Sitz der Pfarrei St. Johannes und seit der Reformation evangelisch-lutherisch geprägt.

## Kultur und Sehenswürdigkeiten

### Baudenkmäler

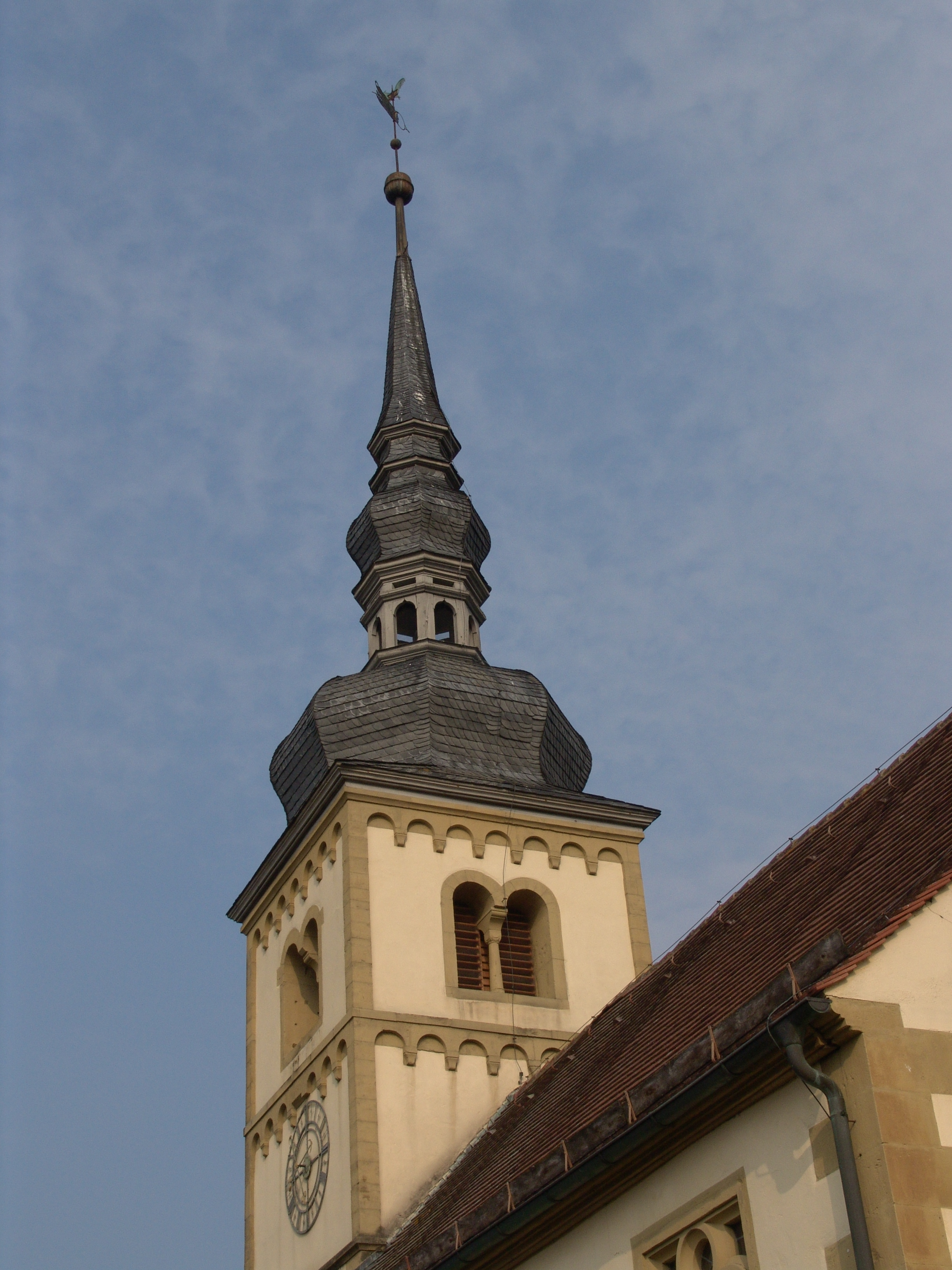
Der Turm der Kirche

In Gnötzheim gibt es zwei Baudenkmäler:
- St. Johannes (Gnötzheim). Die evangelische Kirche des Ortes ist dem heiligen Johannes geweiht. Sie wurde bereits im 12. Jahrhundert errichtet, um das Jahr 1612 wurden umfassende Veränderungen am Gebäude vorgenommen. Eine Besonderheit ist das romanische Portal, das in dieser Form einzigartig in der Region ist. Statt eines Hochaltars weist die Kirche im Inneren ein großes Kruzifix des 18. Jahrhunderts auf. Einige Fresken des 14. Jahrhunderts haben sich erhalten. Conrad von Rosenberg ist der Prunkepitaph des Jahres 1596 geweiht, der dem Bildhauer Sem Schlör zugeschrieben wird.
- Von der Burg Gnötzheim. haben sich Reste erhalten. So ist die Zehntscheune des ehemaligen rosenbergischen Gutes im Westen des Ortes noch erkennbar. Die Anlage entstammt dem Jahr 1562 und wurde mit einem Treppenturm ausgestattet. Die alte Wallgrabenanlage ist fast vollständig verschwunden. Lediglich ein Rundturm ist erhalten.

ehemalige Baudenkmäler
- Pfarrhaus von 1751 Zweigeschossiger Putzbau von unregelmäßig 5 zu 2 Achsen mit Walmdach. Das Untergeschoss massiv, das Obergeschoss in Fachwerk. Am Keilstein der Haustüre bezeichnet „1751“. zugehörige Pfarrscheuer aus dem frühen 18. Jahrhundert, Fachwerkbau aus Eichenholz, die Wände aus Stichscheitern mit Strohlehmverstrich[35]
- Haus Nr. 7: Zugehörige Fachwerkscheuer mit Inschrifttafel „Er Baud im Jahr 1827 Vallendien Friedrich Hoffelber“.[35]
- Haus Nr. 28: Zugehörige Fachwerkscheuer mit Steintafel, bezeichnet „Georg Leonhard Döeller Anno 1808“.[35]
- Haus Nr. 33: Erdgeschossiges Fachwerk-Wohnstallhaus, Anfang des 19. Jahrhunderts. An der gleichzeitigen Fachwerkscheuer im Gebiet seltene Kratzputzverzierungen.[35]

### Sage
Im Ort erzählt man sich die Sage, dass um Gnötzheim in der Vergangenheit eine große Schlacht stattgefunden haben soll. Während man ursprünglich von einer Ritterschlacht sprach, verlegte man später die Auseinandersetzung in den Dreißigjährigen Krieg. Allerdings geht die Sage wohl lediglich auf den Besuch des damaligen Dorfherren Josef I. Adam von Schwarzenberg zurück, der im September 1745 in seinem Dorf Station machte.
Ursache für den Besuch des Fürsten in seinen weit entfernten mainfränkischen Besitzungen, war die Kaiserwahl von Franz Stephan von Lothringen in Frankfurt, dessen Kämmerer Schwarzenberg war. Die Bevölkerung von Gnötzheim erlebte während des Besuchs lang anhaltendes Gewehr- und Geschützfeuer als Ehrerbietung, das wohl an eine Schlacht erinnerte. Im November war Josef I. Adam neuerlich in Gnötzheim und das Spektakel wiederholte sich. In der Folgezeit wurden die Ereignisse zu einer Schlacht verklärt.

## Persönlichkeiten
- Eberhard von Saunsheim (um 1385–1443), Deutschmeister
- August Gebhard (1894–?), Landwirt und Züchter[38]